# Filip Ugrinić
Filip Ugrinić (Lucerna, 5 gennaio 1999) è un calciatore svizzero di origini serbe, centrocampista del Valencia.

## Carriera

### Nazionale
Dopo avere rappresentato le selezioni giovanili svizzere, il 18 novembre 2023 esordisce in nazionale maggiore nel pareggio per 1-1 contro il Kosovo.

## Statistiche

### Presenze e reti nei club
Statistiche aggiornate all'8 agosto 2025.
| Stagione          | Squadra           | Campionato        | Campionato | Campionato | Coppe nazionali | Coppe nazionali | Coppe nazionali | Coppe continentali | Coppe continentali | Coppe continentali | Altre coppe | Altre coppe | Altre coppe | Totale | Totale | Totale |
| Stagione          | Squadra           | Comp              | Pres       | Reti       | Comp            | Pres            | Reti            | Comp               | Pres               | Reti               | Comp        | Pres        | Reti        | Pres   | Reti   |        |
| ----------------- | ----------------- | ----------------- | ---------- | ---------- | --------------- | --------------- | --------------- | ------------------ | ------------------ | ------------------ | ----------- | ----------- | ----------- | ------ | ------ | ------ |
| 2016-2017         | Lucerna           | SL                | 21         | 0          | CS              | 1               | 0               | UEL                | -                  | -                  | -           | -           | -           | 22     | 0      |        |
| 2017-2018         | Lucerna           | SL                | 17         | 0          | CS              | 2               | 1               | UEL                | 1                  | 0                  | -           | -           | -           | 20     | 1      |        |
| 2018-2019         | Lucerna           | SL                | 14         | 1          | CS              | 2               | 0               | UEL                | 1                  | 0                  | -           | -           | -           | 17     | 1      |        |
| 2019-2020         | Emmen             | E                 | 13         | 0          | CO              | 0               | 0               | -                  | -                  | -                  | -           | -           | -           | 13     | 0      |        |
| 2020-2021         | Lucerna           | SL                | 33         | 5          | CS              | 3               | 0               | -                  | -                  | -                  | -           | -           | -           | 36     | 5      |        |
| 2021-2022         | Lucerna           | SL                | 36         | 9          | CS              | 4               | 1               | UECL               | 2                  | 0                  | -           | -           | -           | 42     | 10     |        |
| Totale Lucerna    | Totale Lucerna    | Totale Lucerna    | 121        | 15         |                 | 12              | 2               |                    | 4                  | 0                  |             | -           | -           | 137    | 17     |        |
| 2022-2023         | Young Boys        | SL                | 29         | 1          | CS              | 5               | 2               | UECL               | 3                  | 0                  | -           | -           | -           | 37     | 3      |        |
| 2023-2024         | Young Boys        | SL                | 24         | 4          | CS              | 1               | 0               | UCL+UEL            | 8+1                | 2+1                | -           | -           | -           | 34     | 7      |        |
| 2024-2025         | Young Boys        | SL                | 36         | 3          | CS              | 3               | 1               | UCL                | 9                  | 1                  | -           | -           | -           | 48     | 5      |        |
| lug.-ago. 2025    | Young Boys        | SL                | 2          | 0          | CS              | 0               | 0               | UEL                | 0                  | 0                  | -           | -           | -           | 2      | 0      |        |
| Totale Young Boys | Totale Young Boys | Totale Young Boys | 91         | 8          |                 | 9               | 3               |                    | 21                 | 4                  |             | -           | -           | 121    | 15     |        |
| 2025-2026         | Valencia          | PD                | -          | -          | CR              | -               | -               |                    | -                  | -                  |             | -           | -           | -      | -      |        |
| Totale carriera   | Totale carriera   | Totale carriera   | 217        | 23         |                 | 21              | 5               |                    | 25                 | 4                  |             | -           | -           | 269    | 32     |        |

### Cronologia presenze e reti in nazionale
| Cronologia completa delle presenze e delle reti in nazionale ― Svizzera | Cronologia completa delle presenze e delle reti in nazionale ― Svizzera | Cronologia completa delle presenze e delle reti in nazionale ― Svizzera | Cronologia completa delle presenze e delle reti in nazionale ― Svizzera | Cronologia completa delle presenze e delle reti in nazionale ― Svizzera | Cronologia completa delle presenze e delle reti in nazionale ― Svizzera | Cronologia completa delle presenze e delle reti in nazionale ― Svizzera | Cronologia completa delle presenze e delle reti in nazionale ― Svizzera |
| Data                                                                    | Città                                                                   | In casa                                                                 | Risultato                                                               | Ospiti                                                                  | Competizione                                                            | Reti                                                                    | Note                                                                    |
| ----------------------------------------------------------------------- | ----------------------------------------------------------------------- | ----------------------------------------------------------------------- | ----------------------------------------------------------------------- | ----------------------------------------------------------------------- | ----------------------------------------------------------------------- | ----------------------------------------------------------------------- | ----------------------------------------------------------------------- |
| 18-11-2023                                                              | Basilea                                                                 | Svizzera                                                                | 1 – 1                                                                   | Kosovo                                                                  | Qual. Euro 2024                                                         | -                                                                       | 84’                                                                     |
| 21-11-2023                                                              | Bucarest                                                                | Romania                                                                 | 1 – 0                                                                   | Svizzera                                                                | Qual. Euro 2024                                                         | -                                                                       | 62’                                                                     |
| 15-10-2024                                                              | San Gallo                                                               | Svizzera                                                                | 2 – 2                                                                   | Danimarca                                                               | UEFA Nations League 2024-2025 - 1º turno                                | -                                                                       | 67’                                                                     |
| 18-11-2024                                                              | Santa Cruz de Tenerife                                                  | Spagna                                                                  | 3 – 2                                                                   | Svizzera                                                                | UEFA Nations League 2024-2025 - 1º turno                                | -                                                                       | 46’                                                                     |
| Totale                                                                  |                                                                         | Presenze                                                                | 4                                                                       |                                                                         | Reti                                                                    | 0                                                                       |                                                                         |

## Palmarès

### Club

#### Competizioni nazionali
- Coppa Svizzera: 2

Lucerna: 2020-2021
Young Boys: 2022-2023
- Campionato svizzero: 2

Young Boys: 2022-2023, 2023-2024